# Aristolochia paucinervis
La pistoloquia (Aristolochia paucinervis) es una herbácea de la familia de las aristoloquiáceas.

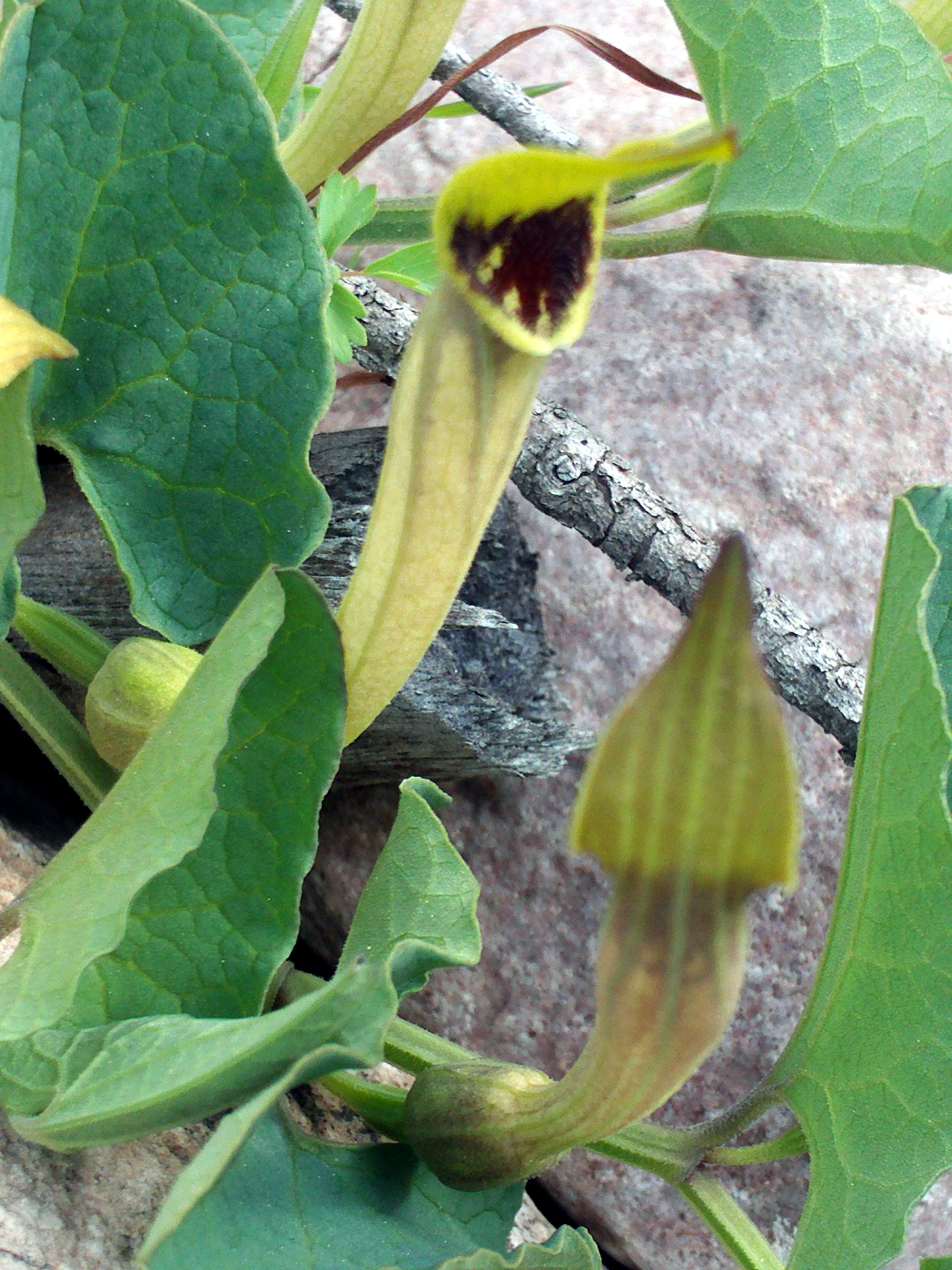
Detalle de la flor

## Caracteres
Planta herbácea y vivaz que forma una pequeña tuberosidad subterránea, de la que parten numerosas raíces de color ocre claro, que se hincan verticalmente en el suelo. Los tallos, de 30-40 cm, se desarrollan en zig-zag. En los codos llevan sendas hojas glaucas, alternas, pecioladas, acorazonado-triangulares, con los márgenes finamente dentados y rugosas por el envés. Las flores aparecen solitarias en las axilas de las hojas, sostenidas por un pedúnculo mucho más largo que el rabillo foliar; tienen color pardusco, con el labio superior púrpura oscuro.
Fruto globuloso, con 6 líneas de color verde intenso que lo recorren longitudinalmente. Florece en primavera.

## Distribución y hábitat
En el Mediterráneo, península ibérica y en Macaronesia. Habita en cultivos, matorrales aclarados y zonas ruderalizadas. Geófito.

## Usos
Sus infusiones son excitantes, llegando a ser tóxicas a dosis elevadas.

## Taxonomía
Aristolochia paucinervis fue descrita por Auguste Nicolas Pomel  y publicado en  Nouveau Materiaux pour la Flore Atlantique 1: 136. 1874.
Etimología
Aristolochia: nombre genérico que deriva de las palabras griegas aristos ( άριστος ) = "que es útil" y locheia ( λοχεία ) = "nacimiento", por su antiguo uso como ayuda en los partos.  Sin embargo, según Cicerón, la planta lleva el nombre de un tal "Aristolochos", que a partir de un sueño, había aprendido a utilizarla como un antídoto para las mordeduras de serpiente.

La aristoloquia se llamó ansí por parecer que a las mujeres socorría en el parto........La redonda tiene virtud contra todas las otras ponzoñas; mas la luenga resiste el daño de las serpientes y de cualquier veneno mortífero si se bebe una dracma della con vino y se aplica también por de fuera. Bebida con pimienta y con mirra expele el menstruo, las pares y la criatura del vientre; y lo mismo hace metida en la natura de la mujer. Pedacio Dioscórides Anazarbeo, acerca de la Materia Medicinal y de los venenos mortíferos. Andrés Laguna. 1566, Salamanca.

paucinervis:, epíteto latino que significa "poco veteado".
Sinonimia
- Aristolochia longa subsp. paucinervis (Pomel) Batt.[7]

## Nombre común
- Castellano: alcaparronera bravía, aristologia luenga, aristologia macho, aristoloquia, aristoloquia larga, aristoloquia macho, cabeza de cobra, calabacilla, candelicos, candil, candiles, candilicos, candilillos, candilitos, contrayerba, cornamusa larga, esterloquia, meloncillo de lagarto, melonera, orejillas del diablo, triaca, viborera, yedes, yerba vicha.[8]